# Noah Sandritter
Noah Sandritter es un deportista alemán que compite en ciclismo en la modalidad de trials. Ganó dos medallas de plata en el Campeonato Mundial de Ciclismo Urbano, en los años 2017 y 2018, ambas en la prueba por equipos.

## Palmarés internacional
| Campeonato Mundial | Campeonato Mundial | Campeonato Mundial | Campeonato Mundial |
| Año                | Lugar              | Medalla            | Competición        |
| ------------------ | ------------------ | ------------------ | ------------------ |
| 2017               | Chengdu ( China)   | Medalla de plata   | Trials por equipos |
| 2018               | Chengdu ( China)   | Medalla de plata   | Trials por equipos |